# Ašva (přítok Vadakstisu)
Ašva je řeka na západě Litvy, v Žemaitsku, levý přítok řeky Vadakstis. Pramení v mokřadech Kamanų pelkės. Teče směrem severozápadním. Protéká usedlostmi Ašvėnai a Meižiai, jezerem Meižis (plocha jezera: 32,7 ha), podtéká pod železniční tratí Mažeikiai - Laižuva - // - Auce - Jelgava (- Rīga), dříve také zvanou Mítavská trať (litevsky: Mintaujos geležinkelis, lotyšsky Rīgas-Jelgavas-Mažeiķu (Mītavas) dzelzceļa līnija, rusky Митавская железная дорога) - (podle staršího názvu Jelgavy - Mītava) a pod silnicí Mažeikiai - Ezere. Také protéká dvěma rybníky (na dolním toku): Tulnikiaijským (plocha 29 ha) a Leckavským (plocha 11,7 ha). Do řeky Vadakstis se vlévá jako její levý přítok u Leckavy, 3,3 km od jejího ústí do Venty.

## Přítoky

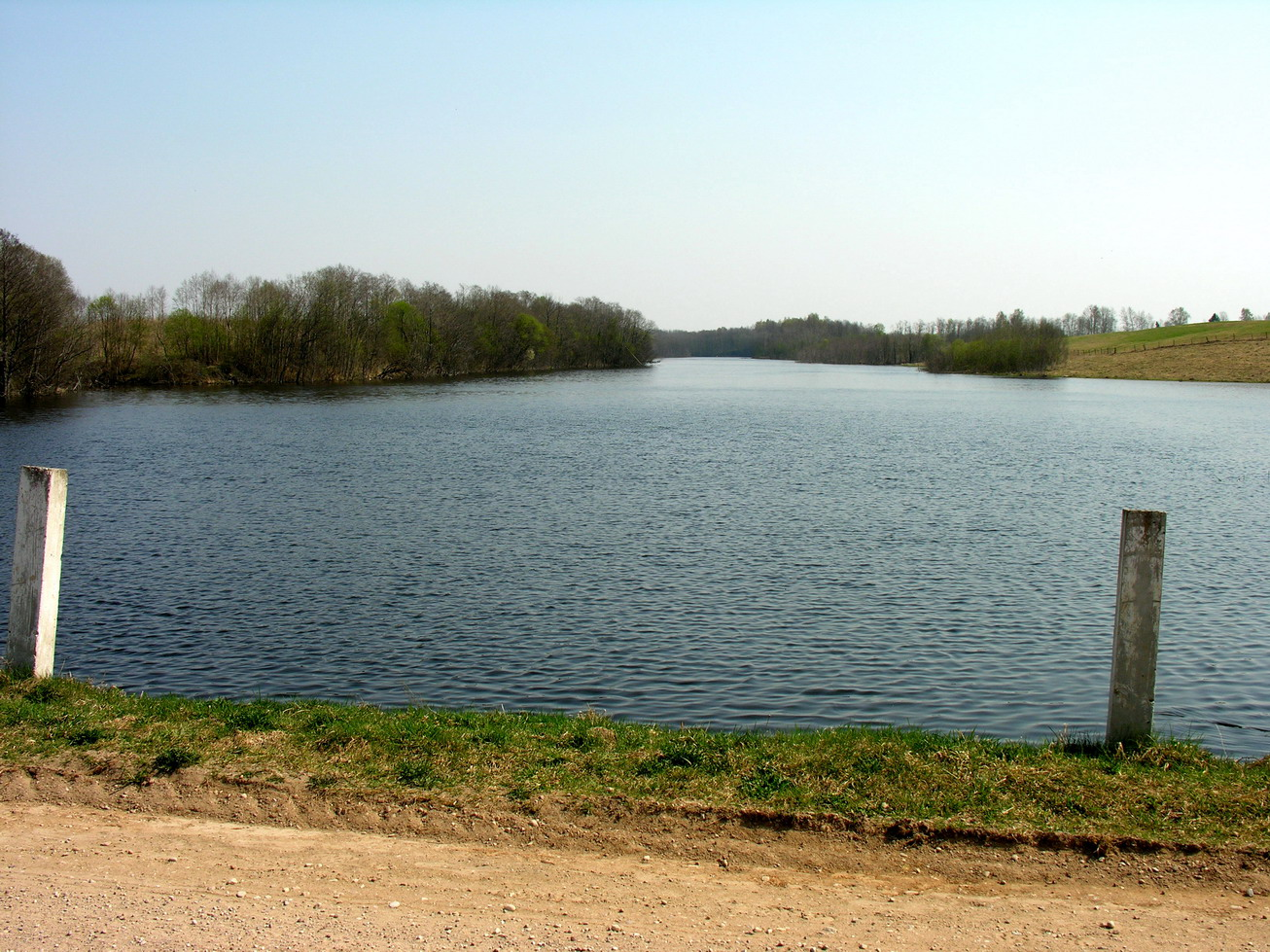
Rybník na řece Ašva u Reivyčiů

- Levé:

| Hydrologické pořadí | Řeka     | Délka (km) | Povodí (km²) | Vzdálenost od ústí (km) | Ústí kde  | Koordináty ústí |
| ------------------- | -------- | ---------- | ------------ | ----------------------- | --------- | --------------- |
| 30011239            | Rūdupis  | 3,2        | 6,8          | 20,0                    |           |                 |
| 30011241            | Rievupis | 9,4        | 10,7         | 12,2                    |           |                 |
| 30011247            | Osupis   | 5,1        | 5,6          | 5,2                     | Tulnikiai |                 |

- Pravé:

| Hydrologické pořadí | Řeka      | Délka (km) | Povodí (km²) | Vzdálenost od ústí (km) | Ústí kde                     | Koordináty ústí |
| ------------------- | --------- | ---------- | ------------ | ----------------------- | ---------------------------- | --------------- |
| 30011237            | Parstokas | 3,2        | 6,7          | 29,2                    |                              |                 |
| 30011238            | Purvas    | 8,8        | 20,1         | 22,6                    | Žiogaičiai                   |                 |
| 30011242            | Vaidminas | 17,8       | 44,9         | 7,7                     | Tulnikiai                    |                 |
| 30011248            | Alksnupis | 4,7        | 12,8         | 4,0                     | u pohřebiště u vsi Tulnikiai |                 |
| 30011252            | Kūlupis   | 3,0        | 2,9          | 2,2                     |                              |                 |

## Přilehlé obce
Sovaičiai, Žiogaičiai, Dargiai, Urvikiai, Reivyčiai, Tulnikiai, Leckava